# سباق 007
سباق 007 (بالإنجليزية: 007 Racing) لعبة فيديو سباق التي تعتمد على رخصة جيمس بوند. تم تطويرهـ من قبل Eutechnyx، التي نشرت من قبل الفنون الالكترونية (بالإنجليزية: Electronic Arts) ، وأفرج عنه في عام 2000 حصرا لنظام بلاي ستيشن.

## التقيم
تم تقيم سباق 007 وحصلت على درجة 55.91٪ من 16 هاوي من لاعبين السباق و51/100 من ميتاكريتيك.

## روابط خارجية
- سباق 007 على موقع IMDb (الإنجليزية)